# Иван Нос
Иван Юрьевич Нос (до середины 1530-х годов, Великий Новгород (?), Москва (?), Российское государство — после 1582 года, Москва (?), Российское царство) — русский распевщик (композитор) второй половины XVI века, певчий хора государевых дьяков. Работал при дворе царя Ивана IV Грозного.

## Биография
Документальных свидетельств о певчем сохранилось мало и они отрывочны. 

### Обучение в Новгороде Великом
В Новгороде Великом Иван Нос вместе с другим выдающимся распевщиком Фёдором Крестьянином учился знаменному пению у мастера Саввы Рогова в училище церковного пения, оно существовало там во второй трети XVI века (по версии Православной энциклопедии, опирающейся на работы Н. П. Парфентьева, это происходило в конце 30-х — первой половине 40-х годов XVI века). Б. П. Кутузов предполагал, что прямо из этой новгородской певческой школы Иван Грозный взял в Москву и Фёдора Крестьянина и его соученика Ивана Носа в качестве своих придворных мастеров пения. По предположению Б. П. Кутузова новгородского периода в жизни Ивана Носа могло и не быть, поскольку есть свидетельства, что «братья Роговы, новгородские мастера и распевщики середины XVI века, …образовали затем в Москве целую школу композиторов (распевщиков)», следовательно Иван Нос мог учиться у Роговых в столице.

### Иван Нос в Иосифо-Волоколамском монастыре
Парфентьевы предполагают, что после обучения у Саввы Рогова в Новгороде Великом он ходил «по градом», обучая певческому искусству. Документы Иосифо-Волоколамского монастыря содержат записи о деятельности некоего Ивана Носа в качестве «молодого» монастырского слуги (Н. П. Парфентьев отождествляет его с распевщиком Иваном Носом). Богатства монастыря были широко известны в XVI веке. Хозяйством всего монастыря заведовали монастырские старцы, но для управления хозяйством отдельных сёл принимались на работу лица, не являвшиеся монахами. В документах они называются «монастырскими слугами», «приказщиками» или «ключниками». Запись за 26 ноября 1548 года гласит, что монастырский казначей Лаврентий дал «в село Огчищево Ивану Носу ключ, как было за Васильем за иконником». Это самое раннее упоминание Ивана Носа в монастырских документах. Исследователи отмечают, что он заменил на службе другого представителя профессии, связанной с искусством, иконописца. В апреле 1549 года он снова упоминается среди «молодых слуг». В этот раз Ивану Носу выдали жалование около 40 алтын. Позже он получал назначения в сёла Ивановское, Луковниково, Новое. Ему доверяли получение жалованья на слуг: дворника и дворницу, «истобников». В документах Иосифо-Волоколамского монастыря в последний раз упоминается Иван Нос в феврале 1557 года, тогда закончился его очередной срок службы (вместо него в село Новое был назначен уже другой человек). Иван Нос, очевидно, сохранил некие связи с этим монастырём. В описи монастырской библиотеки за 1573 год упоминается в качестве его вклада певческая книга «Ермолой». Установить, когда вклад был сделан, оказалось невозможным.

### Иван Нос при дворе Ивана Грозного
В 30-е годы XVII века «Предисловие, откуду и от какого времени начася в нашей Рустей земли осмогласное пение» несколько раз упоминает имя Ивана Носа в соотнесении с пребыванием Ивана Грозного в Александровской слободе во время опричнины:

И у того брата его, у Савы, были ученики, вышеречённый поп Федор, по реклу Христианин, да Иоанн Нос, да Стефан, прослутием Голыш. И тот Иоанн Нос, да поп Федор Христианин быша во царство благочестиваго царя и великаго князя Иоанна Васильевича всеа Русии. И бяху с ним в любимом его селе, в слободе Александрове. А триоди роспел и изъяснил Иоанн Нос, как был в слободе Александрове у царя Иоанна Васильевича; и святым многим стихеры и славник роспел. Да он же Иоанн роспел крестобогородичны и богородичны минейные
По мнению Максима Бражникова, Иван Нос около семнадцати лет мог находиться в Александровской слободе (с конца 1564-го по 1582 год).
В 1573 году Иван Нос упоминается в штате государевых крестовых дьяков, выполнявших певческие и другие функции во время «домашней молитвы» царя в его покоях и в так называемой Крестовой палате. В списке дьяков 20 марта 1573 года он единственным из девяти лиц назван с отчеством — Иван Юрьев Нос (по мнению исследователей, это свидетельствует, что к тому времени он пользовался авторитетом при дворе). В штате Иван Нос занимал четвёртое место, а по размерам его денежный оклад был третьим среди крестовых дьяков. Крестовые дьяки находились в более привилегированном положении, чем простые певчие «станичные» дьяки. Государев уставщик Иван Ондреев получал жалование 25 рублей в год, а певчие дьяки: Василий Ондреев — 15 рублей, а Иван Юрьев Нос — 10 рублей, Василий Иванов — 4 рубля. Ни одно произведение, подписанное именем Ивана Носа, не сохранилось.

## Иван Нос в оценке музыковедов
После долгого забвения интерес к его деятельности и творчеству появился с выходом книги В. Ундольского «Замечания для истории церковного пения в России» в 1864 году. Б. П. Кутузов называет Ивана Носа выдающимся представителем Московской школы знаменного пения.